# Schiedsverfahren
Als Schiedsverfahren, laut deutscher ZPO schiedsrichterliches Verfahren, bezeichnet man die außergerichtliche Beilegung eines Rechtsstreits in einem geordneten Verfahren durch Schlichtung oder bindendes Urteil. Grundsätzlich ist zu unterscheiden zwischen
- dem rein privatrechtlichen Schiedsverfahren vor einem privaten Schiedsgericht auf vertraglich vereinbarten Wunsch der Parteien und
- dem vielerorts möglichen und mitunter vorgeschriebenen Schlichtungsverfahren vor den mit ehrenamtlichen Schiedspersonen / Friedensrichtern oder öffentlichen anerkannten Mediatoren besetzten staatlichen Schiedsstellen bzw. Gütestellen.

Eine Zwischenstellung nimmt das Verfahren bei öffentlichen Schlichtungsstellen ein, die von Verbänden oder Vereinen für Streitfälle unter Mitgliedern oder bestimmte branchentypische Streitigkeiten eingerichtet werden.

## Privatrechtliches Schiedsverfahren
Das im Englischen arbitration genannte Schiedsverfahren ist ein Verfahren vor einem nichtstaatlichen Schiedsgericht (eine Art privates Zivilgericht). Voraussetzung ist eine Schiedsvereinbarung zwischen den Parteien. Dadurch wird der Rechtsweg zu den staatlichen Zivilgerichten ausgeschlossen. Der Rechtsstreit zwischen dem Schiedskläger und dem Schiedsbeklagten wird durch einen Schiedsspruch eines oder mehrerer Schiedsrichter beendet. Der Schiedsspruch tritt an die Stelle eines Urteils eines staatlichen Gerichts. Er ist für die Parteien bindend und kann für vollstreckbar erklärt werden.
Schiedsverfahren, deren Verfahrensort in Deutschland liegt, werden durch das zehnte Buch der Zivilprozessordnung (§§ 1025 ff. ZPO) geregelt, soweit die Parteien für ihr Schiedsverfahren keine davon abweichenden Regelungen treffen. Wird auf eine Verfahrensordnung einer Institution für Schiedsgerichtsbarkeit Bezug genommen, so gilt diese als vereinbart. In der Schiedsvereinbarung kann dann auf die Regelung von Einzelheiten des Schiedsgerichtsverfahrens verzichtet werden. Zwingende Verfahrensgarantien sind das Recht auf rechtliches Gehör und die Gleichbehandlung der Parteien (§ 1042 ZPO).
Im Unterschied zu einem staatlichen Gerichtsverfahren gibt es beim Schiedsverfahren normalerweise nur eine Instanz. Jedoch kann auf Antrag bei Vorliegen grober Verfahrensverstöße ein Oberlandesgericht den Schiedsspruch aufheben. Das Oberlandesgericht prüft grundsätzlich nicht die inhaltliche Richtigkeit des Schiedsspruchs (keine Revision au fond – Ausnahme: Verstöße gegen den ordre public). Ein institutionalisiertes Schiedsverfahren kann zusätzlich vorsehen, dass ein „Oberschiedsgericht“ den Schiedsspruch auf grobe Verfahrensverstöße hin überprüft und gegebenenfalls aufhebt.
Ein weiterer Unterschied zwischen staatlichen Gerichtsverfahren und Schiedsverfahren besteht darin, dass bei staatlichen Gerichtsverfahren für die Verhandlung und Entscheidungsverkündung der Grundsatz der Öffentlichkeit (§ 169 Abs. 1 GVG) gilt, während Schiedsverfahren grundsätzlich, d. h. wenn nichts anderes vereinbart ist, nichtöffentlich sind. Vertraulichkeit muss allerdings auch im Schiedsverfahren gesondert vereinbart werden. Die Nichtöffentlichkeit des Verfahrens wird bezogen auf Schiedsverfahren, an denen Hoheitsträger beteiligt sind, teilweise als unter dem Gesichtspunkt der Gewaltenteilung (insbesondere der parlamentarischen Kontrollbefugnis) problematisch angesehen.
Schiedsverfahren mit eigenen Verfahrensordnungen werden von mehreren Institutionen in Deutschland angeboten, wie z. B. von Handelskammern oder der Deutschen Institution für Schiedsgerichtsbarkeit (DIS).
Im Gegensatz zum Schiedsverfahren ist das Adjudikationsverfahren (engl. adjudication) ein ursprünglich für Baustreitigkeiten entwickeltes Schiedsgutachterverfahren. In diesem können die im Schiedsverfahren sonst zwingenden Verfahrensgarantien frei vereinbart werden, so dass schnellere und summarische Entscheidungen möglich werden, die anschließend vor einem Schiedsgericht oder einem staatlichen Gericht überprüft werden können.